# Dianthus carbonatus
Dianthus carbonatus är en nejlikväxtart som beskrevs av Michail Klokov. Dianthus carbonatus ingår i släktet nejlikor, och familjen nejlikväxter. Inga underarter finns listade i Catalogue of Life.